# Sunao Katabuchi
 (janvier 2018).
Sunao Katabuchi (片渕 須直, Katabuchi Sunao) est un scénariste et réalisateur de films d'animation japonais, né en 1960 à Hirakata dans la préfecture d'Ōsaka.

## Éléments de biographie

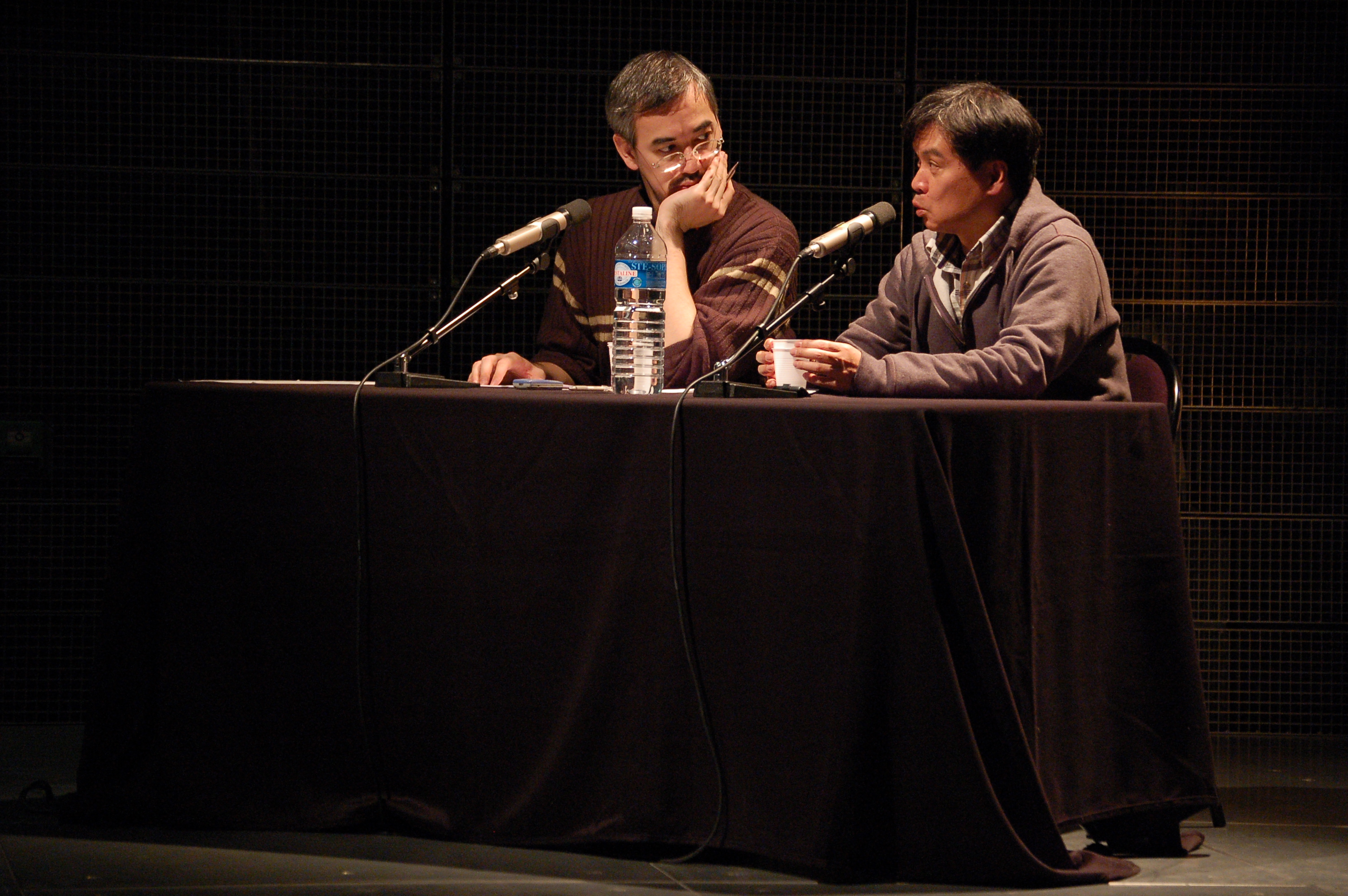
Participant à une Master Class, à l'occasion d'une rétrospective de son œuvre lors de la fête de l'animation à Lille, le 17 novembre 2007, dans l'auditorium du Palais des Beaux-Arts de Lille)

Après des études secondaires effectuées à Funabashi, dans la préfecture de Chiba, Katabuchi intègre l'université Nihon à Tokyo. Il y étudie le cinéma et en particulier l'animation.
En 1981, encore étudiant, il collabore au scénario de plusieurs épisodes de la série Sherlock Holmes réalisés par Hayao Miyazaki.
Il rejoint ensuite Telecom Animation Film où il a comme formateurs Yoshifumi Kondō, Yasuo Ōtsuka, Isao Takahata et Kazuhide Tomonaka.
En 1987, le studio Ghibli lui confie dans un premier temps la réalisation du film Kiki la petite sorcière. Hayao Miyazaki, producteur du film, est toutefois peu satisfait du travail du scénariste Nobuyuki Isshiki et s'implique davantage dans le projet, reprenant à son compte scénario et réalisation. Il garde toutefois Katabuchi à ses côtés, en tant qu'assistant réalisateur.
En 1989, il part travailler à Studio 4°C et commence à développer un projet de film, Princesse Arete (en). Le film sort en 2001, après huit ans de conception et trois ans de production, et remporte un prix lors du salon Tōkyō International Anime Fair de 2002.
En 2001, il est l'invité de la biennale Nouvelles Images du Japon au Forum des Images qui lui consacre une rétrospective.
La carrière de Katabuchi se poursuit à Madhouse, studio pour lequel il réalise de nombreux storyboards.
En 1998, son court métrage Upon This Planet est sélectionné à l'Animafest Zagreb et est projeté au Festival international du film d'animation d'Annecy.
En novembre 2007, il est l'invité de la Fête de l'animation de Lille qui organise une rétrospective de son œuvre. Il participe à cette occasion à une masterclass.
En 2009, son second film, Mai Mai Miracle, gagne un prix au Festival international du film d'animation d'Ottawa.

## Filmographie sélective

### Réalisateur
- 1996 : Famous Dog Lassie (série télévisée) - Réalisateur, storyboard (ep 1,2,3,4,7,8,9,13,21,24,26), directeur d'épisode (ep 1 à 10,12,25,26)
- 1998 : Upon This Planet (court-métrage) - Réalisateur
- 2001 : Princess Arete (film) - Réalisateur, scénariste
- 2001 : Ace Combat: Distant Thunder (jeu vidéo) -Réalisateur, scénariste (partie anime seulement)
- 2006 : Black Lagoon (série télévisée) - Réalisateur, scénariste, storyboard (ep 3,4,5,7,13 à 19,21,23,24), directeur d'épisode (ep 3,23,24)
- 2009 : Mai Mai Miracle (film) -réalisateur,scénariste
- 2010 : Black Lagoon: Roberta's Blood Trail (OAV) - Réalisateur, scénariste, storyboard (ep 1,3,4,5), directeur d'épisode (ep 5)
- 2016 : Dans un recoin de ce monde (film) - Réalisateur, scénariste, Storyboard

### Storyboard, directeur d'épisode
- 1984 : Sherlock Holmes (série télévisée) - Scénariste (ep 3,4,9,10)
- 1984 : Mighty Orbots (série télévisée) - Direction d'épisode
- 1985-1986 : Sablotin (série télévisée) - Storyboard, directeur d'épisode
- 1986 : The Story of Pollyanna, Girl of Love (série télévisée) - Storyboard (ep 29,33)
- 1986 : The Blinkins: The Bear And The Blizzard (TV) - Réalisateur[2]
- 1989 : Kiki la petite sorcière (film) - Assistant à la direction
- 1990-91 : Notari Matsutarō (OAV) - Storyboard
- 1991 : Papa longues jambes (série télévisée) - Storyboard
- 1991 : Trapp Family Story (série télévisée) - Storyboard
- 1991-92 : Kié la petite peste (série télévisée) - Storyboard, directeur d'épisode
- 1991-92 : L'École des champions (série télévisée) - Storyboard (ep 29,35)
- 1993 : Little Women II: Jo's Boys (série télévisée) - Storyboard (ep 5,8,12,15,18,20,22,26,29,31,34,36)
- 1993 : Crayon Shin-chan (série télévisée) - Storyboard
- 1994 : Tico et ses amis (série télévisée) - Storyboard (ep 2,14,15,21,27,32,33,36)
- 1995 : Memories (film) - Layout (segment Cannon Folder)
- 1995 : Chibi Maruko-chan (série télévisée) - Storyboard, directeur d'épisode
- 1995-98 : Azuki-chan (série télévisée) - Storyboard (17,27,33,35,72,81,85,92,101,103,106,108,112), directeur d'épisode (ep 17,27,35,72,81,85,92,101,106,112)
- 1996-1997 : La Légende de Zorro (série télévisée) - Storyboard, directeur d'épisode
- 1997-98 : Darkstalkers (OAV) - Storyboard (ep 3,4)
- 1998-99 : Cardcaptor Sakura (série télévisée) - Storyboard (ep 3,8,15), directeur d'épisode (ep 3,8)
- 2001 : Earth Girl Arjuna (série télévisée) - Storyboard (ep 6)
- 2002 : Abenobashi mahou☆shotengai (série télévisée) - Storyboard (ep 6)
- 2002 : Chobits (série télévisée) - Storyboard (ep 8)
- 2003-04 : Gunslinger girl (série télévisée) - Storyboard (ep 5,6)
- 2004 : Gokusen (série télévisée) - Storyboard (ep 7,10,12)
- 2004 : Ace Combat: Squadron Leader (jeu vidéo) - scénariste
- 2004 : Monster (série télévisée) - Storyboard (ep 9,11,12,20)
- 2004 : Enfer et Paradis (série télévisée) - Storyboard (ep 7,13,20)
- 2004 : Zorori le magnifique (série télévisée) - Storyboard (ep 10,23,35,44,50
- 2004-05 : Magical Girl Squad Arusu (série télévisée) - Storyboard (ep 12)
- 2007 : Magical Girl Squad Arusu - The Adventure (OAV) - Storyboard (ep 1,4,6)